# NGC 1395
NGC 1395 este o galaxie eliptică situată în constelația Eridanul. A fost descoperită în 17 noiembrie 1784 de către William Herschel. Se află la o distanță de 23,77 de megaparseci de Pământ.